# 九州齒科大學
九州齒科大學（日语：／，簡稱九齒大），是位於日本福岡縣的公立大學，於1914年創立。

## 沿革
- 1914年 私立九州齒科醫學校設立。
- 1921年 升格為四年制的九州齒科醫學專門學校。
- 1944年 由福岡縣接管，成為縣立學校。
- 1947年 升格為舊制大學。
- 1949年 伴隨學制改革重組為新制大學。
- 1966年 開設大學院。
- 2006年 法人化。
- 2010年 口腔保健學科設置。
- 2014年 大學院口腔保健學專攻設置。

## 組織
- 齒學部
  - 齒學科
  - 口腔保健學科
- 大學院齒學研究科
  - 齒學專攻（四年博士課程）
  - 口腔保健學專攻（兩年碩士課程）

## 國際交流
以下為九州齒科大學的海外協定校。
- 加拿大
  - 不列顛哥倫比亞大學
- 中國大陸
  - 同濟大學
- 芬蘭
  - 赫爾辛基大學
- 韓國
  - 延世大學
- 台灣
  - 高雄醫學大學
  - 中山醫學大學

## 交通
- 西鐵巴士北九州（日语：西鉄バス北九州）「齒大前」站牌。
- 西鐵高速巴士（日语：西鉄高速バス）「齒大前」站牌。
- 日豐本線南小倉車站步行約15分鐘。

## 外部連結
- （日語）九州齒科大學（页面存档备份，存于）